# Karole Armitage
Karole Armitage (Madison, 3 marzo 1954) è una danzatrice e coreografa statunitense.

## Biografia
Iniziò a studiare danza classica all'età di quattro anni sia negli Stati Uniti d'America che in Gran Bretagna per poi approdare da professionista nel 1973 al Ballet du Grand Théâtre de Genève in Svizzera dove, sotto la guida di George Balanchine, portò in scena sue numerose coreografie nel corso dei suoi tre anni di permanenza. Nel 1976 passa alla compagnia di danza di Merce Cunningham, dove resterà per cinque anni.
Le lezioni dei maestri saranno poi miscelate in una particolare visione della danza, divisa tra il classicismo delle forme e la modernità delle discipline ballettistiche e musicali ad essa mescolate. Tali contrasti le valsero il soprannome di "punk ballerina".
Nel 1981 compone il famoso Drastic Classicism e l'anno seguente fonda una propria compagnia con sede a New York, chiamata Armitage Gone! Dance, tuttora operante.
Gli anni novanta la vedono coinvolta come coreografa per alcuni videoclip musicali, come Vogue di Madonna e per alcune compagnie di ballo internazionali. Per due anni, dal 1996 al 1998, ha diretto il MaggioDanza di Firenze. Nel 2004 viene nominata presidente della Biennale di Danza di Venezia.